# Players (film, 2024)
Players är en amerikansk romantisk komedifilm som hade premiär på Netflix den 14 februari 2024. Filmen är regisserad av Trish Sie och filmens manus har skrivits av Whit Anderson.

## Handling
Filmen kretsar kring sportjournalisten Mack som under flera år nått framgång på okonventionella sätt i sportbranschen. När hon faller för ett av hennes tilltänkta offer så förändras allt.

## Rollista (i urval)
- Gina Rodriguez – Mack
- Damon Wayans Jr. – Adam
- Tom Ellis – Nick
- Joel Courtney – Little
- Augustus Prew – Brannagan
- Liza Koshy – Ashley
- Ego Nwodim – Claire
- Marin Hinkle – Karen Kirk